# فینال جام حذفی فوتبال انگلستان ۱۹۵۹
فینال جام حذفی فوتبال انگلستان ۱۹۵۹، رقابت پایانی جام حذفی فوتبال انگلستان در سال ۱۹۵۹ میلادی است که مابین دو تیم باشگاه فوتبال ناتینگهام فارست و باشگاه فوتبال لوتن تاون در ورزشگاه ومبلی لندن برگزار شده‌است.
این مسابقه که در تاریخ ۲ مه ۱۹۵۹ انجام شده‌است با نتیجه ۲ بر ۱ به سود تیم باشگاه فوتبال ناتینگهام فارست به پایان رسید.